# FC Van
Football club Van eller FC Van (armensk: Ֆուտբոլային Ակումբ Վան) er en armensk fodboldklub fra Tjarentsavan, der blev dannet den 2019.

## Historiske slutplaceringer
| Sæson   | Niveau | Liga         | Placering | Kilde |
| ------- | ------ | ------------ | --------- | ----- |
| 2019-20 | 2.     | 1. lîga      | 1.        | [ 1 ] |
| 2020-21 | 1.     | Premier liga | 6.        | [ 2 ] |
| 2021-22 | 1.     | Premier liga | 8.        | [ 3 ] |
| 2022-23 | 1.     | Premier liga | 5.        | [ 4 ] |
| 2023-24 | 1.     | Premier liga | 9.        | [ 5 ] |
| 2024-25 | 1.     | Premier liga | 5.        | [ 6 ] |

## Trænere
- Karen Barseghian, (31 maj 2019 – 31 juli 2020)
- Sevada Arzumanian, (31 juli 2020 – 2 februar 2021)[7]
- Konstantin Zaitsev, (2 februar 2021 –